# NGC 3828
NGC 3828 في الفهرس العام الجديد، هي مجرة، تقع في كوكبة الأسد. اكتشفت في 28 مارس 1886 .

## روابط خارجية
- NGC 3828 على موقع ويكي سكاي: DSS2, SDSS, GALEX, IRAS, Hydrogen α, X-Ray, Astrophoto, Sky Map, Articles and images